# Andrzej Ziemiański
Andrzej Ziemiański (født 17. februar 1960 i Wrocław) er en polsk science-fiction-forfatter, uddannet arkitekt.
Han debuterede i 1979 med novellen System zamknięty ("Lukket system"). Siden da har han udgivet mange andre noveller, syv romaner og en trilogi. Trilogien Achaja har gjort ham til en af mest populære polske sf forfattere. Ziemiański fik Janusz A. Zajdel-prisen (en prestigiøs polsk sf-f litteraturpris) to gange:
- i 2001 for novellen Autobahn nach Poznań
- i 2003 for novellen Zapach szkła ("Lugten af glas")

En af hans romaner udgav han under pseudonymet Patrick Shoughnessy.
Ziemiański er også skaberen af Fahrenheit – det første polske online science-fiction blad.